# Paul Winder
Paul Winder (ur. 21 maja 1970) – piłkarz z Turks i Caicos grający na pozycji obrońcy, reprezentant Turks i Caicos grający w reprezentacji w latach 1999–2000.
W 1999 roku, Winder rozegrał dwa oficjalne spotkania w ramach kwalifikacji do Pucharu Karaibów 1999. W pierwszym z nich, jego reprezentacja została pokonana 0-3 przez drużynę Bahamów. W kolejnym meczu eliminacji, jego reprezentacja zremisowała 2-2 z drużyną Wysp Dziewiczych Stanów Zjednoczonych. W obydwóch spotkaniach, Winder grał w podstawowym składzie.
W 2000 roku, zawodnik ten rozegrał jeszcze jedno, tym razem ostatnie spotkanie w drużynie narodowej. W meczu przeciwko reprezentacji Saint Kitts i Nevis (podczas kwalifikacji do MŚ 2002), Winder wystąpił w podstawowej jedenastce; w 44 minucie został ukarany czerwoną kartką.